# Rue Bonnet
Ne doit pas être confondu avec Rue Louis-Bonnet.
La rue Bonnet est une voie du 18e arrondissement de Paris, en France.

## Situation et accès
La rue Bonnet est une voie publique située dans le 18e arrondissement de Paris. Elle débute au 5, rue Paul-Abadie et se termine au 26, rue Jean-Dollfus.

## Origine du nom

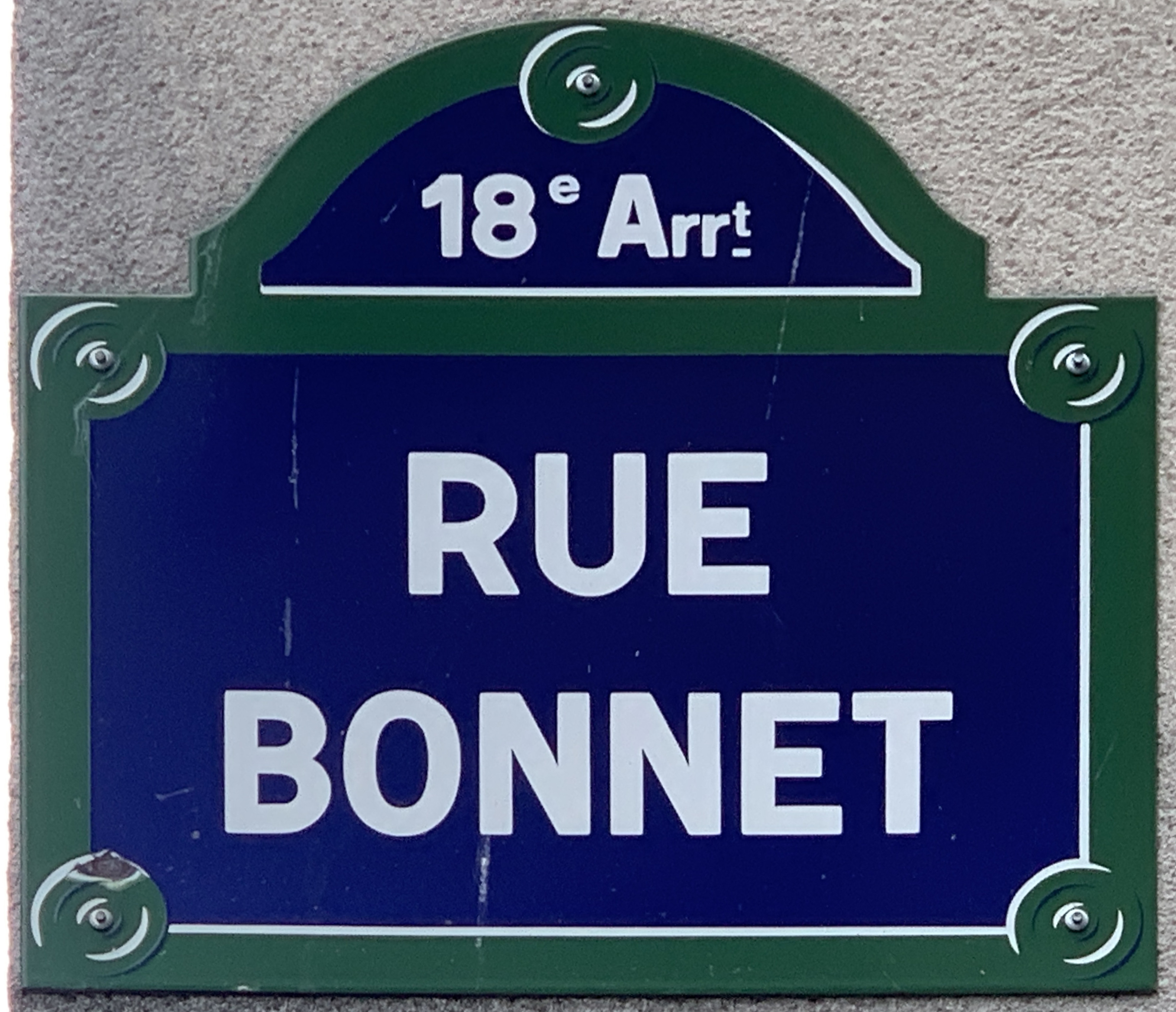
Plaque de la rue.

Cette rue a été nommée en l'honneur de Charles Bonnet (1720-1793), naturaliste.

## Historique
Précédemment appelée « rue des Vignes », son nom actuel lui a été attribué par un décret du 10 février 1875.
L'assiette initiale de la rue Bonnet comprise entre la rue Paul-Abadie et le passage Saint-Jules a été intégrée à l'espace vert créé lors de l’aménagement de la ZAC Moskova. La partie actuelle de la rue comprise entre les rues Paul-Abadie et la Jean-Dollfus est devenue publique par un arrêté municipal du 13 août 1998.